# László Rátgéber
László Rátgéber (Novi Sad, 11 ottobre 1966) è un allenatore di pallacanestro ungherese.

## Carriera
Ha guidato l'Ungheria ai Campionati mondiali del 1998 e a tre edizioni dei Campionati europei (2001, 2003, 2009).